# بیماری نورون حرکتی
بیماری نورون حرکتی (انگلیسی: Motor neuron disease) (MND) به هر یک از پنج اختلالات عصبی که به‌طور انتخابی نورون‌های حرکتی را تحت تأثیر قرار می‌دهد، سلول‌هایی که کنترل فعالیت عضلانی داوطلبانه از جمله صحبت کردن، راه رفتن، بلع و حرکت کلی بدن را بر عهده دارند، گویند. اختلال در آنها باعث افزایش ناتوانی و در نهایت مرگ می‌شود.

## واژه یابی
در ایالات متحده نام بیماری نورون حرکتی اغلب اوقات به جای اسکلروزیس آمیوتروفیک جانبی استفاده می‌شود. چهار اسم دیگر بیماری نورون حرکتی عبارتند از: اسکلروز جانبی اولیه، آتروفی عضلانی، فلج بولبار پیشرونده و فلج شبه بولبار. در بریتانیا نیز به این بیماری نوعی اختلال از بیماری‌های نورون حرکتی گویند هر چند که آن را نیز به عنوان اسکلروزیس آمیوتروفیک جانبی می‌شناسند. برای جلوگیری از سردرگمی، یک کنفرانس تحقیقات علمی سالانه به این موضوع اختصاص داده شده که به مطالعه MND می‌پردازد و سمپوزیوم بین‌المللی ALS/MND نامیده می‌شود.

## طبقه‌بندی
در طبقه‌بندی رایج‌ترین، اصطلاح «بیماری نورون حرکتی» به پنج اختلالات زیر که هر دو نورون فوقانی حرکتی (UMN) یا نورون‌های حرکتی تحتانی (LMN) یا هر دو تأثیر می‌گذارد عبارتند از:
| نوع                                | UMN degeneration   | LMN degeneration     |
| ---------------------------------- | ------------------ | -------------------- |
| اسکلروز جانبی آمیوتروفیک (ALS)     | بله                | بله                  |
| Primary lateral sclerosis (PLS)    | بله                | خیر                  |
| Progressive muscular atrophy (PMA) | خیر                | بله                  |
| Progressive bulbar palsy (PBP)     | خیر                | بله، پیاز مغز region |
| Pseudobulbar palsy                 | بله، bulbar region | خیر                  |